# کشته‌شدن بهناز افشاری
بهناز افشاری (کشته‌شده: ۴ آبان ۱۴۰۱، تهران) دختر ورزشکاری
بود که در خیزش ۱۴۰۱ ایران توسط جمهوری اسلامی کشته شد.

## کشته‌شدن
بهناز افشاری، یکی از معترضان پاکدشتی بود که در ۴ آبان برای حضور در اعتراضات از خانه خارج شد؛ ولی هرگز به خانه بازنگشت. او در جریان خیزش ۱۴۰۱ ایران در دانشگاه شریعتی تهران با شلیک گلوله نیروهای امنیتی نظام جمهوری اسلامی ایران کشته شد و پیکرش پس از پنج روز، در اداره پزشکی قانونی پیدا شد.

## فشار حکومت
بهناز به گفته برخی از بستگانش دختری شاد و سرزنده بوده و هیچ نشانه‌ای از افسردگی و تمایل به خودکشی در او نبود و همچنین در اعتراضات اخیر، حضوری فعالی داشت. مأموران امنیتی با تحت فشار قرار دادن خانواده‌اش سعی کردند که قتل او را خودکشی نشان دهند. اساساً مسئولان حکومت جمهوری اسلامی دلیل کشته‌شدن معترضان را خودکشی، بیماری زمینه‌ای، گاز گرفتن سگ… و حتی شلیک معترضان به یکدیگر اعلام می‌کنند.